# Richard Cleasby
Richard Cleasby, född den 30 november 1797, död den 6 oktober 1847, var en brittisk filolog.
Efter vidsträckta resor i mellersta och södra Europa där Cleasby studerade filosofi, språk och nationell kultur och knöt bekantskaper, med bland andra Johann Andreas Schmeller och bröderna Grimm, bosatte han sig i Köpenhamn 1839, där han fick hjälp av Konráð Gislason till studium av isländskan. 
När bristen på ett gott isländskt lexikon blev alltmer kännbar för honom, beslutade han att utarbeta och utge en ordbok över den prosaiska litteraturen på isländska. Verket, som vid Cleasbys död var oavslutat, fullföljdes av den i England bosatte islänningen Guðbrandur Vigfússon och utkom 1874.